# Clarion Chukwura
Clarion Chukwura, née Clara Nneka Oluwatoyin Folashade Chukwurah le 24 juillet 1964, est une actrice et humanitaire nigériane.

## Biographie

### Jeunesse
Originaire de l'État d'Anambra, elle passe son enfance à Lagos. À l'âge de 11 ans son père meurt. De 11 à 14 ans, elle vit à Aba et Onitsha, puis de 14 à 19 ans à Ibadan.
Elle poursuit ses études secondaires au Queen of the Rosary College d'Onitsha. Elle étudie ensuite le théâtre au département d'art dramatique de l'université Obafemi Awolowo,,.

### Carrière
Elle commence sa carrière d'actrice en 1980 mais devient populaire après sa participation au feuilleton "Mirror in the Sun"
Elle est ambassadrice de la paix des Nations unies pour son travail caritatif à travers l'Afrique. 
Elle est la première Nigériane à être sacrée Meilleure actrice au festival du film FESPACO de 1982 au Burkina Faso,,.
En 2014, elle reçoit l'Africa Movie Academy Award de la meilleure actrice pour son rôle dans Apaye (en).

### Vie privée
Chukwura est la seule fille d'une famille de quatre enfants. Elle est la mère du réalisateur de vidéoclips Clarence Peters (en). Elle a un second fils, Brian, avec Tunde Abiola, le frère cadet de Bashorun MKO Abiola, puis un troisième fils, Robert, avec Femi Oduneye. En 2016, Chukwura se marie à Anthony Boyd et se convertit à la foi de son nouveau mari, témoin de Jéhovah,. Le couple se sépare peu de temps après.

## Télévision
- Bello's Way (1984)
- Mirror in the Sun (1984)
- Ripples (1989)
- Super Story (2001)
- Delilah (2016- )[12]

## Filmographie
- 1979 : Farewell to Babylon
- 1982 : Money Power
- 1986 : Fiery Force
- 1996 : Glamour Girls 2
- Yemoja
- Remarkable night
- Igbotic love
- Forbidden choice
- Caught in the act
- 2004 : Abuja Connection[13]
- 2003 : Egg of Life (Priestess)
- 2003 : Midnight Love
- 2014 : Apaye (Yepayeye)
- 2015 : Scars (elle-même)
- 2021 : Amina (Zumbura)

## Reconnaissance
- Elle reçoit le titre traditionnel nigérian d'Ada Eji Eje Mba I d'Onitsha, État d'Anambra [14]
- Prix Legends de Nollywood au Nollywood at 20 Celebration
- 1982 Meilleure actrice de l'année au All Africa Film Festival, Ouagadougou, Burkina Faso
- 1997 Prix Afro-Hollywoodien de la meilleure actrice pour Glamour Girls
- 2001 THEMA Prix de la meilleure actrice dans un second rôle (yoruba)
- 2001 Lebatino Film Festival, Mexico prix de la meilleure actrice
- Prix du cinéma africain 2003
- 2004 Reel Award de la meilleure actrice
- 2014 Africa Movie Academy Awards de la meilleure actrice